# 5.ª etapa de la Vuelta a España 2024
La 5.ª etapa de la Vuelta a España 2024 tuvo lugar el 21 de agosto de 2024 y consistió en una etapa dllana con inicio en la ciudad de Fuente del Maestre y final en Sevilla sobre un recorrido de 177 km. Esta fue ganada por el checo Pavel Bittner del Team dsm-firmenich PostNL, mientras que el esloveno Primož Roglič del Red Bull-BORA-hansgrohe consiguió mantener el liderato.

## Clasificación de la etapa[2]
| Fuente del Maestre - Sevilla | etapa llana | (177 km) |

| \| Clasificación de la etapa \| Clasificación de la etapa \| Clasificación de la etapa \| Clasificación de la etapa \| Clasificación de la etapa \| \| Ciclista \| Ciclista \| Equipo \| Tiempo \| \| \| ------------------------- \| ------------------------- \| -------------------------- \| ------------------------- \| ------------------------- \| \| 1.º \| Pavel Bittner \| Team dsm-firmenich PostNL \| 4 h 25 min 28 s \| \| \| 2.º \| Wout van Aert \| Team Visma \\| Lease a Bike \| + 0 s \| \| \| 3.º \| Kaden Groves \| Alpecin-Deceuninck \| + 0 s \| \| \| 4.º \| Bryan Coquard \| Cofidis \| + 0 s \| \| \| 5.º \| Stefan Küng \| Groupama-FDJ \| + 0 s \| \| \| 6.º \| Corbin Strong \| Israel-Premier Tech \| + 0 s \| \| \| 7.º \| Jhonatan Narváez \| Ineos Grenadiers \| + 0 s \| \| \| 8.º \| Arne Marit \| Intermarché-Wanty \| + 0 s \| \| \| 9.º \| Gianmarco Garofoli \| Astana Qazaqstan Team \| + 0 s \| \| \| 10.º \| Antonio Jesús Soto \| Equipo Kern Pharma \| + 0 s \| \| |                    |                            |                 |
| |                    |                            |                 |
| Fuente: ProCyclingStats |                    |                            |                 |
| Clasificación de la etapa |                    |                            |                 |
| Ciclista | Ciclista           | Equipo                     | Tiempo          |
| 1.º | Pavel Bittner      | Team dsm-firmenich PostNL  | 4 h 25 min 28 s |
| 2.º | Wout van Aert      | Team Visma \| Lease a Bike | + 0 s           |
| 3.º | Kaden Groves       | Alpecin-Deceuninck         | + 0 s           |
| 4.º | Bryan Coquard      | Cofidis                    | + 0 s           |
| 5.º | Stefan Küng        | Groupama-FDJ               | + 0 s           |
| 6.º | Corbin Strong      | Israel-Premier Tech        | + 0 s           |
| 7.º | Jhonatan Narváez   | Ineos Grenadiers           | + 0 s           |
| 8.º | Arne Marit         | Intermarché-Wanty          | + 0 s           |
| 9.º | Gianmarco Garofoli | Astana Qazaqstan Team      | + 0 s           |
| 10.º | Antonio Jesús Soto | Equipo Kern Pharma         | + 0 s           |

## Clasificaciones al final de la etapa

### Clasificación general[3]
| \| Clasificación general \| Clasificación general \| Clasificación general \| Clasificación general \| Clasificación general \| \| Ciclista \| Ciclista \| Equipo \| Tiempo \| \| \| --------------------- \| --------------------- \| -------------------------- \| --------------------- \| --------------------- \| \| 1.º \| Primož Roglič \| Red Bull-Bora-Hansgrohe \| 18 h 58 min 36 s \| \| \| 2.º \| João Almeida \| UAE Team Emirates \| + 8 s \| \| \| 3.º \| Enric Mas \| Movistar Team \| + 32 s \| \| \| 4.º \| Antonio Tiberi \| Bahrain Victorious \| + 38 s \| \| \| 5.º \| Lennert Van Eetvelt \| Lotto Dstny \| + 41 s \| \| \| 6.º \| Felix Gall \| Decathlon-AG2R La Mondiale \| + 47 s \| \| \| 7.º \| Brandon McNulty \| UAE Team Emirates \| + 50 s \| \| \| 8.º \| Mattias Skjelmose \| Lidl-Trek \| + 58 s \| \| \| 9.º \| Mikel Landa \| Soudal Quick-Step \| + 58 s \| \| \| 10.º \| Aleksandr Vlásov \| Red Bull-Bora-Hansgrohe \| + 1 min 00 s \| \| |                     |                            |                  |
| |                     |                            |                  |
| Fuente: ProCyclingStats |                     |                            |                  |
| Clasificación general |                     |                            |                  |
| Ciclista | Ciclista            | Equipo                     | Tiempo           |
| 1.º | Primož Roglič       | Red Bull-Bora-Hansgrohe    | 18 h 58 min 36 s |
| 2.º | João Almeida        | UAE Team Emirates          | + 8 s            |
| 3.º | Enric Mas           | Movistar Team              | + 32 s           |
| 4.º | Antonio Tiberi      | Bahrain Victorious         | + 38 s           |
| 5.º | Lennert Van Eetvelt | Lotto Dstny                | + 41 s           |
| 6.º | Felix Gall          | Decathlon-AG2R La Mondiale | + 47 s           |
| 7.º | Brandon McNulty     | UAE Team Emirates          | + 50 s           |
| 8.º | Mattias Skjelmose   | Lidl-Trek                  | + 58 s           |
| 9.º | Mikel Landa         | Soudal Quick-Step          | + 58 s           |
| 10.º | Aleksandr Vlásov    | Red Bull-Bora-Hansgrohe    | + 1 min 00 s     |

### Clasificación por puntos[4]
| Clasificación por puntos | Clasificación por puntos | Clasificación por puntos   | Clasificación por puntos | Clasificación por puntos |
| Ciclista                 | Ciclista                 | Equipo                     | Puntos                   |                          |
| ------------------------ | ------------------------ | -------------------------- | ------------------------ | ------------------------ |
| 1.º                      | Wout van Aert            | Team Visma \| Lease a Bike | 158 pts                  |                          |
| 2.º                      | Kaden Groves             | Alpecin-Deceuninck         | 145 pts                  |                          |
| 3.º                      | Pavel Bittner            | Team dsm-firmenich PostNL  | 81 pts                   |                          |
| 4.º                      | Corbin Strong            | Israel-Premier Tech        | 49 pts                   |                          |
| 5.º                      | Jon Aberasturi           | Euskaltel-Euskadi          | 37 pts                   |                          |
| 6.º                      | Luis Ángel Maté          | Euskaltel-Euskadi          | 35 pts                   |                          |
| 7.º                      | Ibon Ruiz                | Equipo Kern Pharma         | 34 pts                   |                          |
| 8.º                      | Lennert Van Eetvelt      | Lotto Dstny                | 33 pts                   |                          |
| 9.º                      | Stefan Küng              | Groupama-FDJ               | 32 pts                   |                          |
| 10.º                     | Mathias Vacek            | Lidl-Trek                  | 32 pts                   |                          |

### Clasificación de la montaña[5]
| Clasificación de la montaña | Clasificación de la montaña | Clasificación de la montaña | Clasificación de la montaña | Clasificación de la montaña |
| Ciclista                    | Ciclista                    | Equipo                      | Puntos                      |                             |
| --------------------------- | --------------------------- | --------------------------- | --------------------------- | --------------------------- |
| 1.º                         | Sylvain Moniquet            | Lotto Dstny                 | 16 pts                      |                             |
| 2.º                         | Filippo Zana                | Team Jayco AlUla            | 11 pts                      |                             |
| 3.º                         | Primož Roglič               | Red Bull-Bora-Hansgrohe     | 10 pts                      |                             |
| 4.º                         | Luis Ángel Maté             | Euskaltel-Euskadi           | 9 pts                       |                             |
| 5.º                         | Bruno Armirail              | Decathlon-AG2R La Mondiale  | 7 pts                       |                             |
| 6.º                         | Lennert Van Eetvelt         | Lotto Dstny                 | 6 pts                       |                             |
| 7.º                         | João Almeida                | UAE Team Emirates           | 4 pts                       |                             |
| 8.º                         | Xabier Isasa                | Euskaltel-Euskadi           | 3 pts                       |                             |
| 9.º                         | Mikel Bizkarra              | Euskaltel-Euskadi           | 3 pts                       |                             |
| 10.º                        | Ibon Ruiz                   | Equipo Kern Pharma          | 3 pts                       |                             |

### Clasificación de los jóvenes[6]
| Clasificación del mejor joven | Clasificación del mejor joven | Clasificación del mejor joven | Clasificación del mejor joven | Clasificación del mejor joven |
| Ciclista                      | Ciclista                      | Equipo                        | Tiempo                        |                               |
| ----------------------------- | ----------------------------- | ----------------------------- | ----------------------------- | ----------------------------- |
| 1.º                           | Antonio Tiberi                | Bahrain Victorious            | 18 h 59 min 14 s              |                               |
| 2.º                           | Lennert Van Eetvelt           | Lotto Dstny                   | + 3 s                         |                               |
| 3.º                           | Mattias Skjelmose             | Lidl-Trek                     | + 20 s                        |                               |
| 4.º                           | Matthew Riccitello            | Israel-Premier Tech           | + 26 s                        |                               |
| 5.º                           | Isaac Del Toro                | UAE Team Emirates             | + 48 s                        |                               |
| 6.º                           | Carlos Rodríguez              | Ineos Grenadiers              | + 52 s                        |                               |
| 7.º                           | Florian Lipowitz              | Red Bull-Bora-Hansgrohe       | + 1 min 12 s                  |                               |
| 8.º                           | Cian Uijtdebroeks             | Team Visma \| Lease a Bike    | + 1 min 38 s                  |                               |
| 9.º                           | Thymen Arensman               | Ineos Grenadiers              | + 2 min 19 s                  |                               |
| 10.º                          | Max Poole                     | Team dsm-firmenich PostNL     | + 3 min 35 s                  |                               |

### Clasificación por equipos[7]
| Clasificación por equipos | Clasificación por equipos  | Clasificación por equipos | Clasificación por equipos |
| Equipo                    | Equipo                     | Tiempo                    |                           |
| ------------------------- | -------------------------- | ------------------------- | ------------------------- |
| 1.º                       | UAE Team Emirates          | 56 h 57 min 29 s          |                           |
| 2.º                       | Red Bull-Bora-Hansgrohe    | + 1 min 19 s              |                           |
| 3.º                       | Decathlon-AG2R La Mondiale | + 2 min 42 s              |                           |
| 4.º                       | Movistar Team              | + 3 min 07 s              |                           |
| 5.º                       | Bahrain Victorious         | + 4 min 14 s              |                           |
| 6.º                       | Israel-Premier Tech        | + 4 min 36 s              |                           |
| 7.º                       | Ineos Grenadiers           | + 5 min 22 s              |                           |
| 8.º                       | Groupama-FDJ               | + 7 min 42 s              |                           |
| 9.º                       | Team Visma \| Lease a Bike | + 9 min 10 s              |                           |
| 10.º                      | Astana Qazaqstan Team      | + 10 min 26 s             |                           |

## Abandonos
- Rui Costa (EF Education-EasyPost) abandonó a causa de una caída.[8]